# Житава
Жи́тава (словац. Žitava) — река в Словакии, левый приток Нитры (бассейн Дуная). Длина реки 99 км. Площадь бассейна 1244 км². Средний расход воды 3 м³/с.
Река берёт начало у деревни Мала-Легота на высоте 550 м над уровнем моря. Впадает в Нитру у Нове-Замки. Протекает через города Злате-Моравце, Врабле.
На экологии реки сказывается сильное антропогенное вмешательство человека.